# Осокін Олексій Миколайович
Олексій Миколайович Осокін (рос. Алексей Николаевич Осокин; 2 вересня 1989, Карцаг, Угорщина — 3 березня 2022, Гостомель, Україна) — російський офіцер, майор ПДВ РФ. Учасник окупації Криму. Герой Російської Федерації.

## Біографія
Син радянського військовослужбовця. Навчався у школі села Леб'яже, де до 2004 року проходив службу його батько. У 2004 році вся родина переїхала на постійне місце проживання в Орєхово-Зуєво, а Олексій вступив в Ульяновське суворовське училище. У 2007/12 роках навчався в Рязанському вищому повітряно-десантному командному училищі, проходив навчання у 2-й роті. Захоплювався гирьовим спортом і кульовою стрільбою. Двічі брав участь у параді Перемоги на Червоній площі в Москві. Закінчив училище з відзнакою.
Після завершення навчання направлений в 31-у окрему гвардійську десантно-штурмову бригаду в Ульяновську. Протягом двох років був командиром взводу. Учасник окупації Криму. В 2014 році переведений у 51-й гвардійський парашутно-десантний полк імені Дмитра Донського. В тому році призначений командиром роти 137-го гвардійського парашутно-десантного Рязанського ордена Червоної Зірки Кубанського козачого полку. Потім призначений заступником командира батальйону свого полку. В 2019 і 2020 роках двічі перебував у відрядженні в Сирії. У вересні 2021 року повернувся в Ульяновськ і був призначений командиром 2-го десантно-штурмового батальйону 31-ї окремої десантно-штурмової бригади.
24 лютого 2022 року, у перший день вторгнення в Україну, десантувався з вертольота в аеропорту Гостомеля і протягом кількох днів утримував оборону. 3 березня 2022 року був важко поранений снайпером і того ж дня помер у медпункті аеропорту. Похований на федеральному військовому меморіалі «Пантеон захисників Вітчизни» в Митищах.

## Нагороди
- Нагрудний знак «Гвардія»
- Нагрудний знак «Парашутист-відмінник»
- Орден Мужності
- Медаль Суворова
- Медаль «За військову доблесть» 2-го ступеня
- Медаль «За відзнаку у військовій службі» 3-го ступеня (10 років)
- Медаль «Учаснику військової операції в Сирії»
- Звання «Герой Російської Федерації» (11 червня 2022, посмертно) — «за мужність та героїзм, проявлені під час виконання військового обов'язку.»

## Вшанування пам'яті
2 серпня 2022 року на житловому будинку № 18 по вулиці Північній в Орєхово-Зуєво була встановлена меморіальна дошка на пам'ять про нього.